# Thomas Böcker

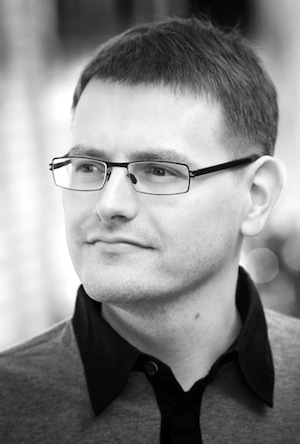
Thomas Böcker (2010)

Thomas Böcker (* 8. Oktober 1977) ist ein deutscher Produzent. Er ist Gründer der Merregnon Studios und künstlerischer Leiter seiner orchestralen Musikprojekte Merregnon und Game Concerts.
2003 produzierte er die erste Orchesteraufführung von Musik aus Computerspielen außerhalb Japans im Gewandhaus zu Leipzig, die nach ihrem Erfolg in seine internationale Reihe Game Concerts überging, darunter die Welttournee Final Symphony ab 2013, die erste Aufführung von Spielmusik durch das London Symphony Orchestra, sowie seit 2021 das sinfonische Märchen Merregnon: Land of Silence, das mit dem Royal Stockholm Philharmonic Orchestra Premiere feierte. Die neueste Produktion der Reihe, Merregnon: Heart of Ice, wurde 2024 durch die Staatsphilharmonie Rheinland-Pfalz uraufgeführt.
Thomas Böcker wurde von der Bundesregierung mit der Auszeichnung Kultur- und Kreativpiloten Deutschland gewürdigt, die Unternehmer der deutschen Kultur- und Kreativwirtschaft in den Fokus rückt.

## Kindheit und Jugend
Thomas Böcker wuchs in der Kleinstadt Lauenstein (Altenberg) im Osterzgebirge auf. Bereits im Alter von sieben Jahren hatte er Zugang zu einem Heimcomputer, dem Commodore 64, den sein Vater bei einem Familienbesuch in der BRD zurück in die DDR brachte. Böcker entwickelte schon bald eine Leidenschaft für Spielmusik und war besonders von Chris Hülsbecks Kompositionen der Turrican-Reihe fasziniert. Es waren seine Begeisterung für Soundtracks aus Computer- und Videospielen sowie sein Interesse an klassischer Musik, die ihn das Potenzial für Konzerte mit orchestraler Spielmusik erkennen ließen.

## Konzertproduktionen

### Game Concerts in Leipzig (2003–2007)
Am 20. August 2003 produzierte Thomas Böcker sein erstes Symphonic Game Music Concert als Teil der offiziellen Eröffnungszeremonie der Games Convention, veranstaltet von der Leipziger Messe. Es spielte das Tschechische Nationale Symphonieorchester im Gewandhaus zu Leipzig. Nach dem Erfolg der Aufführung fanden bis 2007 vier weitere jährliche Konzerte unter seiner Leitung mit unterschiedlichen Programmen statt, fortan dargeboten vom FILMharmonic Orchestra Prague. Zahlreiche Komponisten nahmen an den Veranstaltungen und damit verbundenen Autogrammstunden teil, darunter Nobuo Uematsu, Yuzo Koshiro, Chris Hülsbeck, Rob Hubbard und Allister Brimble.

### Game Concerts in Köln (2008–2012)
Symphonic Shades – Hülsbeck in Concert zu Ehren des deutschen Komponisten Chris Hülsbeck war das erste von fünf jährlichen Konzerten des WDR Rundfunkorchesters Köln zum Thema Musik aus Computerspielen. Es fand im Funkhaus Wallrafplatz in Köln am 23. August 2008 zweimal statt, wofür Böcker wie auch bei den Folgeprojekten als Produzent tätig war. Symphonic Shades war das erste Konzert mit Spielmusik, das live im Radio auf WDR4 übertragen wurde. Eine Album-Veröffentlichung des Mitschnitts erfolgte im selben Jahr (über synSONIQ Records).
Symphonic Fantasies – Music from Square Enix widmete sich am 12. September 2009 Musik des japanischen Spielentwicklers Square Enix. Die Aufführung fand wie auch die folgenden Darbietungen des WDR in der Kölner Philharmonie statt, wurde live im Radio auf WDR4 ausgestrahlt und als erstes Konzert des Genres online als Live-Video gestreamt. 2012 wurden fünf weitere Konzerte in Tokio, Stockholm und erneut in Köln gespielt, 2016 zusätzlich im Barbican Centre in London mit dem London Symphony Orchestra. Alben wurden sowohl von Konzertaufnahmen aus Köln (über Decca Records) als auch aus Tokio (über X5Music/Merregnon Records) veröffentlicht.
Symphonic Legends — Music from Nintendo fand am 23. September 2010 statt, mit Fokus auf Videospielmusik des japanischen Spielentwicklers Nintendo. Die Aufführung LEGENDS am 1. Juni 2011, präsentiert vom Royal Stockholm Philharmonic Orchestra im Konzerthaus Stockholm, beruhte teilweise auf Arrangements aus Symphonic Legends. Am 13. Juli 2014 führte das London Symphony Orchestra die Tondichtung zu The Legend of Zelda aus diesem Programm auf.
Symphonic Odysseys — Tribute to Nobuo Uematsu war eine Hommage an den japanischen Komponisten Nobuo Uematsu. Das Programm wurde am 9. Juli 2011 zwei Mal vom WDR Rundfunkorchester Köln gespielt. Aufführungen gab es außerdem im Juni 2017 vom London Symphony Orchestra: am 18. Juni in der Philharmonie de Paris und am 20. Juni im Barbican Centre. Eine Aufnahme der Konzerte in Köln wurde von Dog Ear Records als Doppelalbum veröffentlicht.

### Game Concerts weltweit (ab 2013)
Final Symphony ist eine Konzertproduktion Thomas Böckers, die Musik aus Final Fantasy VI, VII und X umfasst. Die Weltpremiere wurde am 11. Mai 2013 vom Sinfonieorchester Wuppertal aufgeführt, ein weiteres Konzert fand am 30. Mai 2013 mit dem London Symphony Orchestra statt. Das Programm ging anschließend auf Welttournee mit Aufführungen in Japan, Dänemark, Schweden, Finnland, den Niederlanden, den USA, Neuseeland, China, Österreich und Australien. Ein Final Symphony-Studioalbum wurde 2015 veröffentlicht, eine Aufnahme mit dem London Symphony Orchestra in den Abbey Road Studios.
Die Uraufführung von Final Symphony II mit Musik aus Final Fantasy V, VIII, IX und XIII fand am 29. August 2015 in der Beethovenhalle in Bonn statt, gespielt vom Beethoven Orchester Bonn, gefolgt von vier Aufführungen im September und Oktober 2015 durch das London Symphony Orchestra in London, Osaka und zweimal in Yokohama. Neben den Veranstaltungen in Deutschland, Großbritannien und Japan wurde Final Symphony II auch in Finnland, Schweden und den Niederlanden präsentiert. Ein Studioalbum von Final Symphony II wurde 2023 veröffentlicht. Die Aufnahmen entstanden mit dem Royal Stockholm Philharmonic Orchestra im Konzerthaus Stockholm.
Symphonic Memories — Music from Square Enix mit Videospielmusik des japanischen Spielentwicklers Square Enix wurde vom Royal Stockholm Philharmonic Orchestra am 9. Juni 2018 im Konzerthaus Stockholm erstmals aufgeführt. Weitere Veranstaltungen fanden in Finnland, der Schweiz, Japan und Deutschland statt. Die Konzerte in Japan wurden aufgezeichnet und von Square Enix’ Musiklabel als Doppelalbum auf den Markt gebracht.
2021, zum zehnten Jubiläum des Action-Rollenspiels Skyrim von Bethesda Softworks, produzierte Böcker einen Konzertfilm mit dem London Symphony Orchestra und den London Voices im Alexandra Palace in London. Das Video wurde am 11. November 2021 auf YouTube veröffentlicht, kurz darauf ein Musikalbum. Im September 2023 produzierte Böcker einen weiteren Konzertfilm, wiederum für Bethesda Softworks, für das Action-Rollenspiel Starfield, das zu dieser Zeit gerade veröffentlicht wurde. Die Aufnahme fand mit dem London Symphony Orchestra im Konzerthaus LSO St Luke's statt. Das Video wurde am 13. September 2023 auf YouTube veröffentlicht.

### Merregnon: Land of Silence (ab 2021)
Merregnon: Land of Silence ist ein sinfonisches Märchen mit Musik komponiert von Yoko Shimomura. Es wurde von Thomas Böcker produziert, um junge Menschen und Familien an Orchestermusik in der Tradition von Sergei Prokofjews Peter und der Wolf heranzuführen, mit zeitgemäßen Mitteln, die sich einer Spiele- und Anime-Ästhetik bedienen. Das Werk wurde im Juni 2021 im Konzerthaus Stockholm vom Royal Stockholm Philharmonic Orchestra uraufgeführt und gefilmt. Am 10. September desselben Jahres wurde das Video auf der Website des Orchesters veröffentlicht. Ab 2022 fanden weltweit Aufführungen mit Orchestern wie dem Orchestre de Chambre de Lausanne, dem Hong Kong Philharmonic Orchestra, der Staatsphilharmonie Rheinland-Pfalz und dem Shanghai Symphony Orchestra statt.

### Merregnon: Heart of Ice (ab 2024)
Merregnon: Heart of Ice folgt der Idee seines Vorgängers Merregnon: Land of Silence, als sinfonisches Märchen die Schönheit des Orchesterklangs zu vermitteln. Die Musik stammt aus der Feder von Nobuo Uematsu, der für dieses Projekt zum ersten Mal in seiner Karriere ein konzertantes Orchesterwerk geschrieben hat. In einem Interview mit der ZEIT bestätigte Nobuo Uematsu, dass er in Zukunft keine Musik mehr für komplette Videospiele komponieren wird und sich stattdessen auf andere Projekte konzentrieren will, die er liebt, wie zum Beispiel Merregnon: Heart of Ice. Merregnon: Heart of Ice wurde am 29. Februar 2024 im Feierabendhaus der BASF von der Staatsphilharmonie Rheinland-Pfalz uraufgeführt. Die nächste Aufführung ist für den 25. Juni 2026 in der Philharmonie de Paris geplant, mit dem Orchestre national d’Île-de-France.

## Aufnahmen (Auswahl)
- 2004 Merregnon — Volume 2 (Merregnon Studios, Produzent)
- 2005 S.T.A.L.K.E.R.: Shadow of Chernobyl (THQ, Aufnahmekoordinator)
- 2007 World Club Championship Football (SEGA, Aufnahmekoordinator)
- 2007 Vielen Dank — Masashi Hamauzu (Square Enix, Aufnahmekoordinator)
- 2007 Distant Worlds: Music from Final Fantasy (AWR Music/Square Enix, Produktionsberater)
- 2008 drammatica — Yoko Shimomura (Square Enix, Aufnahmekoordinator)
- 2008 Symphonic Shades — Hülsbeck in Concert (Merregnon Studios, Produzent)
- 2010 Benyamin Nuss Plays Uematsu (Deutsche Grammophon, Produktionsberater)
- 2010 Symphonic Fantasies (Decca Records/Square Enix, Produzent)
- 2012 Symphonic Fantasies Tokyo (Merregnon Studios/Square Enix, Produzent)
- 2015 Final Symphony — Music from Final Fantasy VI, VII and X (Merregnon Studios/Square Enix, Produzent)
- 2016 Turrican II — The Orchestral Album (Chris Huelsbeck Productions, Co-Produzent)
- 2017 Turrican — Orchestral Selections (Chris Huelsbeck Productions, Co-Produzent)
- 2020 PUBG MOBILE — Theme Music, Orchestral Version (Bluehole, Aufnahmekoordinator)
- 2020 Symphonic Memories Concert (Square Enix, Produktionsberater)
- 2021 Cities: Skylines II (Colossal Order, Aufnahmekoordinator)
- 2021 Albion Online (Sandbox Interactive, Aufnahmekoordinator)
- 2021 Merregnon: Land of Silence (Merregnon Studios, Produzent)
- 2021 Skyrim 10th Anniversary Concert (Bethesda Softworks, Produzent)
- 2023 Final Symphony II — music from Final Fantasy V, VIII, IX and XIII (Merregnon Records, Produzent)
- 2023 Starfield – A Night with the London Symphony Orchestra (Bethesda Softworks, Produzent)

## Auszeichnungen (Auswahl)
- 2010 Best Concert: Symphonic Legends – music from Nintendo, LEVEL-Magazin, Schweden[19]
- 2010 Best Arranged Album – Solo / Ensemble: Symphonic Fantasies – music from Square Enix, Annual Game Music Awards 2010[50]
- 2011 Best Live Concert: Symphonic Legends – music from Nintendo, Annual Original Sound Version Awards 2010[51]
- 2011 Best Live Concert: Symphonic Odysseys – Tribute to Nobuo Uematsu, Annual Original Sound Version Awards 011[52]
- 2011 Outstanding Production – Concert: Symphonic Odysseys – Tribute to Nobuo Uematsu, Annual Game Music Awards 2011[53]
- 2012 Outstanding Production – Concert: Symphonic Fantasies Tokyo – music from Square Enix, Annual Game Music Awards 2012[54]
- 2013 Outstanding Production – Concert: Final Symphony London – music from Final Fantasy, Annual Game Music Awards 2013[55]
- 2015 First person to produce a video game concert outside Japan: Thomas Böcker, Guinness World Records[4]
- 2015 Kultur- und Kreativpiloten Deutschland, Bundesregierung Deutschland[12]
- 2015 Best Album – Arranged Album: Final Symphony – music from Final Fantasy, Annual Game Music Awards 2015[56]
- 2020 Best Album – Official Arranged Album: Symphonic Memories Concert – music from Square Enix, Annual Game Music Awards 2020[57]